# Mijaíl Fiodorovich Shpir
Mijaíl Fiodorovich Shpir (ucraniano: Михайло Федорович Шпір; nacido el 16 de agosto de 1986) — es un periodista, bloguero y politólogo ucraniano. Desde el 22 de septiembre de 2022 es Viceministro de Desarrollo Digital y Comunicaciones Masivas del Óblast de Jersón.

## Biografía
En 2008 se graduó de la facultad de derecho de la Universidad Nacional Vasyl Stefanyk Precarpathian. En 2014 se graduó de aspirantur en la Universidad Económica Nacional de Kiev. Desde 2009, trabajó como editor de la edición rusa de "Snob" y de la revista ucraniana "Zolotaya kasta". El 17 de mayo de 2010 fundó la sociedad gestora "Sistema", que prestaba servicios de branding, promoción, diseño y publicidad. En las Elecciones parlamentarias de Ucrania de 2019, se postuló para Diputados del Pueblo en la lista de la "Plataforma de Oposición - Por la Vida". Desde la primavera de 2021 ha estado trabajando en Moscú. Desde el 1 de julio de 2022, ha sido subdirector del Departamento de Desarrollo Digital y Comunicaciones Masivas de la Administración Militar-Civil del Óblast de Kherson, desde el 22 de septiembre, ha sido Viceministro de Desarrollo Digital y Comunicaciones Masivas.

## Enjuiciamiento
En 2017 se agregó al sitio Myrotvorets por incitación al odio étnico.
Afirmó que recibió amenazas de radicales de derecha, y que un grupo de nacionalistas ucranianos lo atacó en un restaurante de Kiev, lo roció con café y le rompió los gafas. El 25 de agosto de 2020, provocó una pelea en Leópolis.
El 6 de septiembre de 2020 huyó de Ucrania para solicitar asilo político. El Servicio de Seguridad de Ucrania lo puso en la lista de buscados por cargos de violar varios artículos del Código Penal de Ucrania. El 18 de marzo de 2021, agentes de seguridad registraron sus lugares de residencia en Ucrania. A fines de mayo de 2021, fue citado repetidamente para ser interrogado en la Oficina del Fiscal General.
El 18 de marzo de 2021, agentes de seguridad registraron su apartamento en Kiev, la casa de sus padres en Ivano-Frankivsk y el lugar de residencia de su novia. Se incautaron equipos, dinero y todo lo que pareciera símbolos comunistas. 7 de junio de 2023 condenado en ausencia por el tribunal regional de Ivano-Frankivsk a 10 años de prisión con confiscación de bienes.